# 파림
파림(포르투갈어: Farim)은 기니비사우 오이우 주의 주도로, 인구는 6,405명(2008년 기준)이며 파림 강 북안에 위치한다.

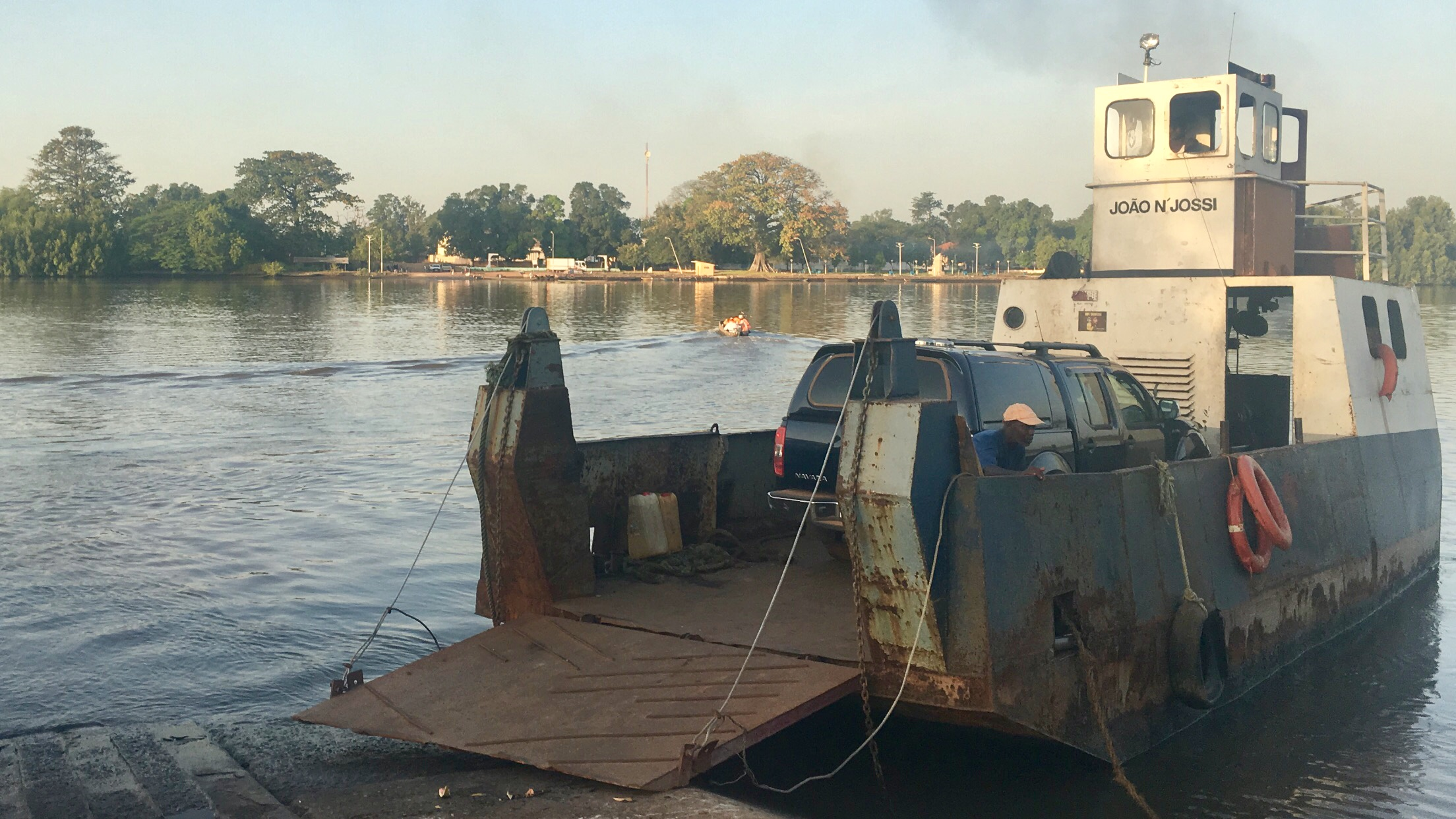
파림의 페리